# Katherina Weigel

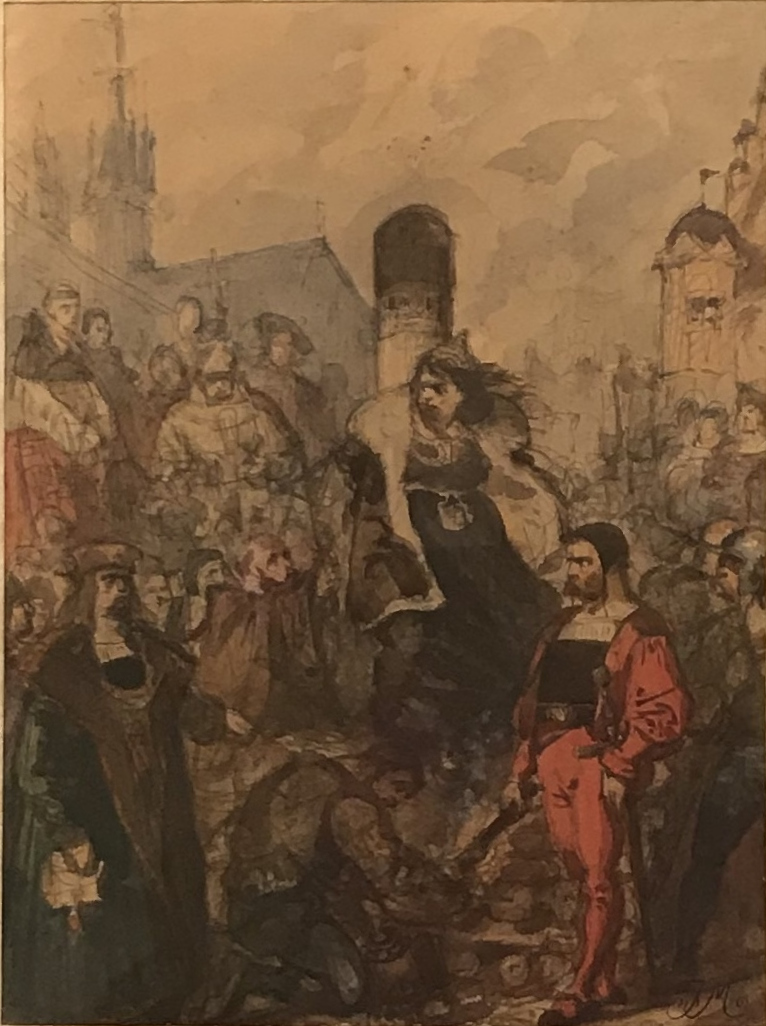
Gemälde von Jan Matejko

Katherina Weigel (polnisch: Katarzyna Weiglowa) (* um 1460; † 19. April 1539 in Krakau) war eine Krakauer Bürgerwitwe, die wegen Apostasie auf dem Scheiterhaufen verbrannt wurde.

## Leben
Weigel, damals Witwe nach Melchior Weigel, einem Krakauer Kaufmann und Ratsherrn, wird um 1529 in den Quellen greifbar, als ihr mehrere Prozesse vor dem Krakauer Bischofsgericht von Piotr Gamrat auf Geheiß von Bona Sforza in Krakau wegen Übertritts zum Judentum (nach anderen Quellen folgte sie den Lehren von Martin Borrhaus) gemacht wurden. Sie wurde insgesamt ca. zehn Jahre in Kerkerhaft gehalten, bevor sie am 19. April 1539 auf dem Kleinen Markt durch das Feuer hingerichtet wurde.